# Célestin-Anatole Calmels
Célestin-Anatole Calmels (Parigi, 26 marzo 1822 – Lisbona, marzo 1906) è stato uno scultore francese.

## Biografia
Ammesso all'École des beaux-arts di Parigi nel 1837, vi fu allievo di François Joseph Bosio e di James Pradier. Nel 1839, ottenne il secondo premio di scultura al prix de Rome ex aequo con Jean-Claude Petit, mentre vinse Théodore-Charles Gruyère.
A partire dal 1843, espose le sue opere regolarmente al Salon des artistes français. 
Membro dell'Académie des beaux-arts, fu nominato membro corrispondente della stessa accademia da Lisbona nel 1874.
Verso il 1860, si stabilì definitivamente a Lisbona, ove formò una famiglia sposando Maria da Piedade Désirat, da cui ebbe tre figli. Organizzò nella capitale lusitana un corso di scultura e le sue lezioni attrassero numerosi allievi. Al periodo portoghese sono da ascrivere le sue opere più significative. 
Morì a Lisbona nel 1906.

## Opere

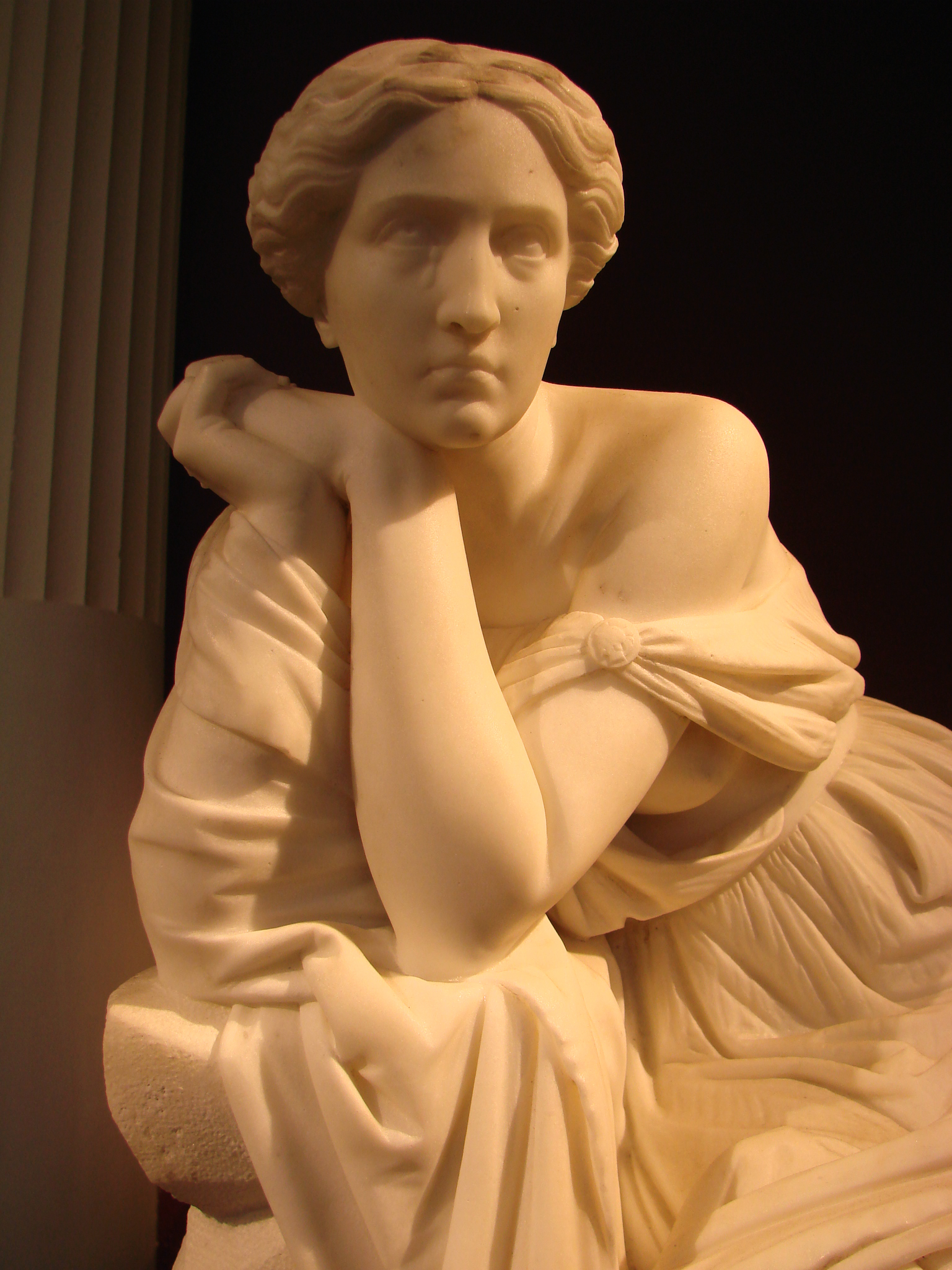
Calypso (1853, dettaglio), Amiens, Musée de Picardie.

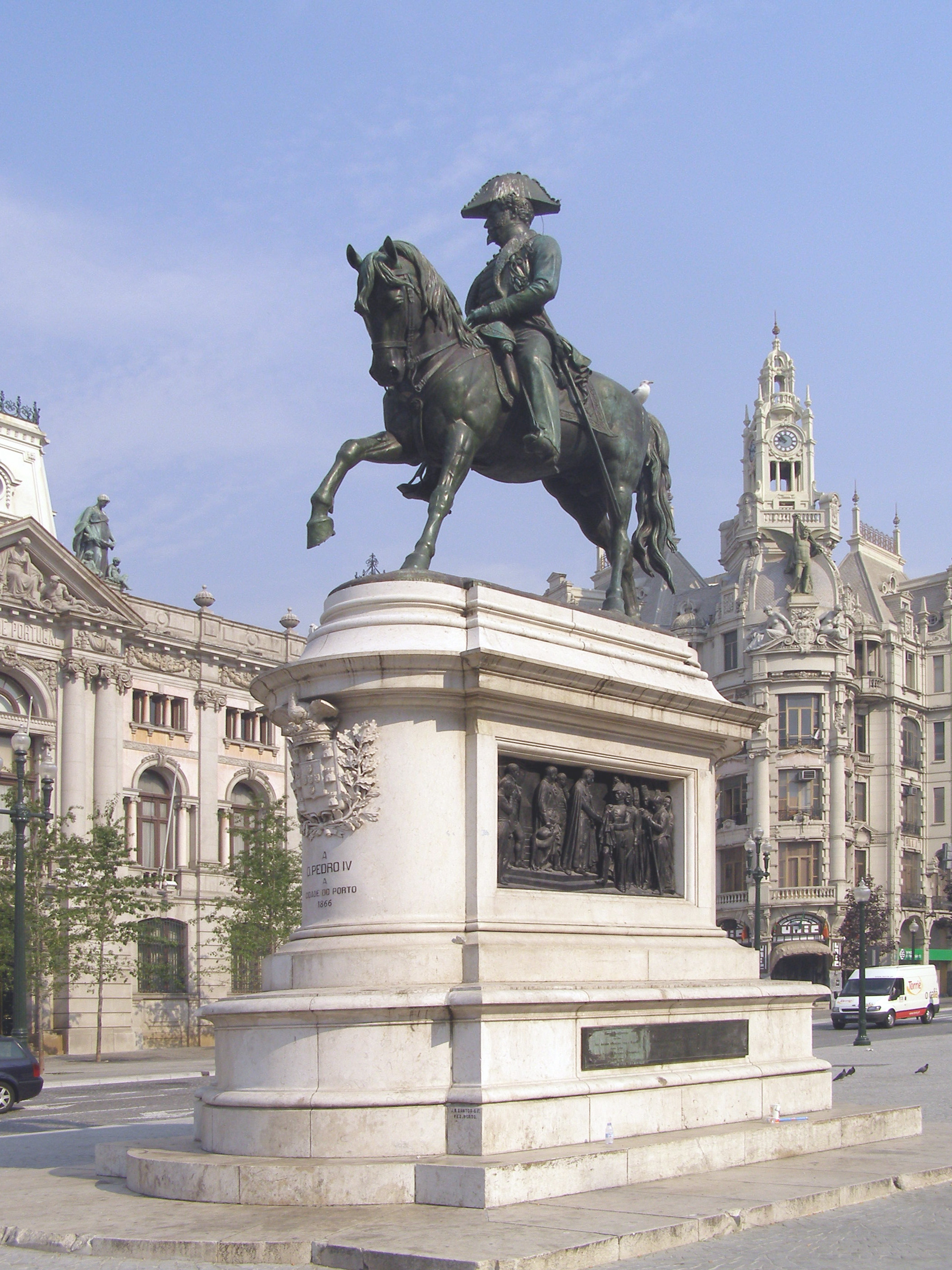
Monumento a Pietro IV del Portogallo (1866), Porto

- Amiens, Musée de Picardie: Calypso, Salon del 1853 e Esposizione universale del 1855, marmo[2].
- Lilla, chiesa di San Maurizio, cappella della Vergine:
  - Natività della Vergine, bassorilievo in pietra;
  - Presentazione della Vergine al Tempio, bassorilievo in pietra;
- Parigi :
  - Académie française, sala delle sedute: Pierre-Simon Ballanche, Salon del 1848, busto in marmo.
  - Museo del Louvre, facciata del padiglione Rohan: Massena, 1865, statua in pietra[3].
  - Tour Saint-Jacques, secondo piano: San Clemente, 1852.
- Rouen, Musée des beaux-arts: Théodore Géricault, busto in marmo.
- Gavião: Monumento a José Xavier Mouzinho da Silveira[4][5]
- Lisbona :
  - Cemitério dos Prazeres: Monumento funebre dei duchi di Palmela. Calmels realizzò una delle piangenti che ornano la tombe dei duchi di Palmela[6].
  - Praça do Comércio: La Gloria incorona il Genio e la Bravura, gruppo allegorico collocato sull'arco di trionfo disegnato dall'architetto José da Costa[7].
- Porto : Monumento a Pietro IV del Portogallo, 1866, statua equestre in bronzo.